# Кюлунгсборн
Кюлунгсборн (нім. Kühlungsborn) — місто в Німеччині, розташоване в землі Мекленбург-Передня Померанія. Входить до складу району Росток.
Площа — 16,16 км2. Населення становить 7930 ос. (станом на 31 грудня 2020).